# Nouba andalouse
Pour les articles homonymes, voir Nouba.
La nouba, nūba ou nawba andalouse (en arabe : نوبة أندلسيّة), est une forme musicale de la musique arabo-andalouse que l'on retrouve dans tout le Maghreb (Algérie, Libye, Tunisie et Maroc).
Son origine remonterait au VIIe siècle.

## Dénomination et étymologie
Le mot se dit nūba (plur. nūbāt) ou nawba (plur. nawbat). Le mot nouba voudrait dire « attendre son tour » ou se succéder en arabe natanawabou. Les musiciens se succèdent, chacun des musiciens attendant son tour pour chanter devant le calife.
Le terme nouba signifierait « ordre », et en est arrivé, dans l'acception familière, à évoquer le désordre et les excès susceptibles de le provoquer.
Dans les textes manuscrits des XVIIIe et XIXe siècles, le terme nouba est le plus souvent utilisé pour désigner l'art arabo-andalou. Mais le vocabulaire en vigueur varie d'une région à l'autre. Au Maroc, c'est le terme de âla' qui revient pour exprimer ce répertoire. Ala signifie « instrument » et s'oppose ainsi au samâa, musique essentiellement vocale et sacrée. La transmission de ce terme a dû être orale, car il n'est pas cité dans le manuscrit d'al-Haik.
En Algérie, la désignation de nouba l'emporte dans les textes anciens. Mais au XXe siècle, le terme est supplanté par celui de san'a (« métier »), qui s'impose notamment à Alger. Le terme gharnati désigne le style de l'école de Tlemcen. À Constantine comme en Tunisie, la musique savante traditionnelle est appelée malouf (« fidèle à la tradition »). Le terme s'est davantage manifesté dans la tradition orale qu'au sein de l'écrit.

## Description
La nouba est une suite de neuf pièces instrumentales et vocales réalisées autour de poèmes dont les thèmes de prédilection sont l'amour, la nature, le vin ainsi que d'autres thèmes ayant trait à la vie mondaine. Néanmoins, certains d'entre eux abordent des sujets religieux prônant la piété et implorant la clémence divine.
Les poèmes sont de types mouachah, zadjal, shugol (d'obédience populaire) ou barwal (en langue populaire), entrecoupés de pièces musicales instrumentales, libres ou mesurées. Les noubas marocaines se distinguent des algériennes, comme celles-ci de leurs consœurs tunisiennes par l'expression et le style.
La nouba est fondée sur la notion de mode que l'on nomme tab (« caractère »). C'est le mode qui assure à chaque nouba cohérence et identité. Un seul mode la dirige, mais des modes secondaires s'y ajoutent. Elle est considérée comme un domaine définitivement clos de la création musicale. La tendance actuelle penche plus vers la recherche des pièces perdues. Les modes pratiqués dans les trois pays du Maghreb, comme les modes raml al-maya et rasd, ne sont pas identiques dans leur structure. Ils diffèrent considérablement selon les pays. Ceci montre que les modes ont dû être réinterprétés en fonction de traditions locales s'éloignant sensiblement du modèle d'origine.
Dans la tradition marocaine, les noubas sont très longues. En revanche, si la durée des noubas algériennes et tunisiennes conserve des proportions plus réduites, c'est qu'avec le temps, se sont constitués des répertoires parallèles, qui n'ont pas reçu de classement définitif. À cet égard la nouba algérienne, comme la tunisienne, se distingue de la marocaine en ce qu'elle a multiplié les versions d'un même mouvement.
Les nouba sont destinées à être exécutées à une heure très précise du jour ou de la nuit, la nature même des poèmes répondant à cette obligation de caractère mystique. Par exemple, de minuit à une heure, la nouba célèbre la beauté du genre humain, d'une heure à deux heures du matin, celle de la nature, etc.. La nouba comprend plusieurs mélodies. Son exécution peut se prolonger pendant une heure et c'est, pour les musiciens les plus savants, l'occasion de faire valoir leurs qualités d'improvisateurs.
D'un point de vue social et culturel, ce patrimoine, très raffiné, répond aux besoins d'une société urbaine au sein de laquelle il s'est développé. Grâce à l'ancien système des corporations artisanales et des confréries religieuses, la pratique de cet art s'est maintenue avec toute son ardeur. Dans toutes les fêtes publiques ou familiales, profanes ou religieuses, le répertoire des nouba bénéficie d'un grand prestige. Le choix d'un de ces morceaux dans un concert ou à l'occasion d'une veillée intime est généralement lié à un état d'âme ou à un sentiment que l'on souhaite évoquer.
C'est une composition musicale bien structurée, construite selon un mode bien défini ; d'où le choix du nom nouba. À l'origine, il y avait vingt-quatre noubas. Aujourd'hui, il n'en reste plus que douze, dans leur intégralité. Cependant, leur interprétation varie selon les écoles.

## Histoire

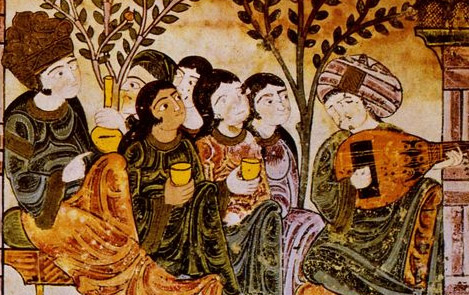
Manuscrit médiéval ; Chant au luth dans un jardin pour une noble dame

La nouba se définit historiquement par le souci de rassembler des pièces éparses pour former des ensembles de grande envergure. Au XIIe siècle, Ahmad al-Tifachi mentionne que certains musiciens connaissaient cinq cents noubas. Il devait être question de pièces beaucoup plus courtes que le répertoire actuel et qui s'inséraient probablement dans une forme à quatre mouvements dont il donne les noms : nashid, sawt, mouachah et zadjal.
Al Maqqari utilise le terme de nouba pour désigner le tour de chaque musicien. Il note que le concert andalou fait se succéder quatre mouvements : nashid (« hymne ») pièce d'ouverture, suivi du basit (simple ou lent), puis viennent les pièces dénommées muharrakât (les mobiles), qui prédisposaient probablement à la danse et aházij (les chants).
Les noubas furent introduites en al-Andalus par Ziriab au IXe siècle, d'abord en tant qu'un art tiré de l'Orient, mettant en valeur la notion de sawt avec prédominance de la qasida. Ziriab est considéré comme le père de la musique arabo-andalouse dont il avait constitué les fondements. Ses successeurs vont effacer peu à peu le lien avec l'Orient. Ainsi, un art andalou autonome va naître, deux répertoires ont pu coexister : le moderne basé sur le mouachah et le zadjal, et l'ancien fondé sur la qasida.
La période qui va du XVe siècle à la fin du XVIIIe siècle, reste la plus obscure. Durant cette longue période, les noubas ont dû se remodeler. Le XXe siècle est  le siècle de cette musique par excellence, elle n'a jamais été autant jouée, enregistrée, discutée et analysée. Elle devient mythique dans la conscience arabe. Toutefois, cet héritage n'a cessé de s'enrichir au cours du temps. Il n'est pas comparable avec la musique à la veille de la chute de Grenade en 1492. L'univers des noubas ne constitue pas un monde définitivement clos. Ainsi, de nombreux poèmes nouveaux n'ont cessé de s'ajouter au répertoire.
Selon qu'un musicien se réclame de Grenade, de Séville ou de Cordoue, il ne jouera pas la même musique, surtout à l'époque de la Reconquista. Beaucoup de musiciens, musulmans et juifs confondus, durent fuir les royaumes catholiques d'Espagne et du Portugal pour se réfugier dans le Maghreb. Il ouvrirent des écoles et ces écoles, mêmes voisines géographiquement, interprètent le genre musical différemment, pendant que d'autres, très éloignées, peuvent être très proches dans le jeu[réf. nécessaire]. On parle ainsi de style différent, tel le gharnati, le malouf, etc.

## École libyenne
En Libye, le maluf désigne un répertoire ancien originaire d'Al-Andalus et maluf wa-muwashahat des compositions récentes dans l'esprit traditionnel.

## École tunisienne
La nouba tunisienne appartient à la musique traditionnelle savante de la Tunisie : le malouf.
Un barwal, poème contenu dans la nouba nawá, récapitule  l'ordre du déroulement des treize modes, et fixe ainsi la disposition des treize noubas tunisiennes. Ce qui donne la disposition suivante : 
1. Nouba dhil
2. Nouba 'iraq
3. Nouba sikâ
4. Nouba hsîn
5. Nouba rast
6. Nouba raml al-maya
7. Nouba nawa
8. Nouba asbaʻayn
9. Nouba rast al-dhil
10. Nouba ramal
11. Nouba isbahân
12. Nouba mazmum
13. Nouba mâya

De ces treize noubas : dhil, asbaʻayn, rast al-dhil et isbahân sont les plus jouées et remportent les suffrages du public.
La nouba tunisienne comporte sept mouvements : msaddar (« installation »), abyat (« vers »), btâyhi (« allongé »), barwal (« poème »), darj (« étape »), khafif (« léger »), khatm (« final »), en plus de l'ouverture libre et improvisée intitulée, istiftâh, et la tushiya, intermède.

## École algérienne

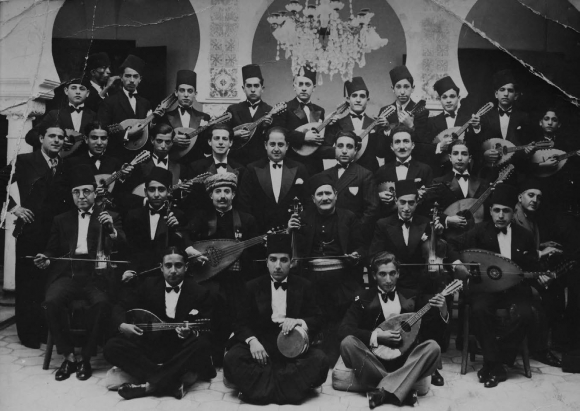
L’orchestre de la Moutribia dans les années 1930, au début du XXe siècle, les associations musicales arabo-andalouses foisonnent en Algérie.

La nouba comporte des noms spécifiques dans chacune des régions d'Algérie,,, :
- sanâa, de l'école d'Alger ;
- gharnati ou sanâa[21], de l'école de Tlemcen ;
- malouf, de l'école de Constantine.

Ces trois villes correspondent aux trois écoles algériennes de musique classique, chacune ayant essaimé dans les villes voisines. Toutefois, selon Taoufik Bestandji, « école » est un terme impropre et flou, il n'y a pas de différences structurelles entre les spécificités de ces « Écoles ». Les différences sensibles que l'on y décèle restent plutôt liées aux influences locales qu'à une différenciation originelle liée aux villes d'Andalousie.
Il existe en Algérie, douze noubas complètes et quatre noubas incomplètes. Elles s'appuient sur un ensemble de seize modes, mais à la fin du XIXe siècle Delphin et Guin signalaient l'existence de dix-neuf modes. Les noubas algériennes ne sont pas classées dans un ordre particulier, mais, par consensus on s'achemine vers la disposition suivante :
1. Nouba al-dhil,
2. Nouba mjenba (de mujannab, qui renvoie au vocabulaire du luth),
3. Nouba al-husayn,
4. Nouba raml al-maya,
5. Nouba ramal
6. Nouba ghrib.
7. Nouba zidan,
8. Nouba rasd,
9. Nouba mazmum,
10. Nouba sika,
11. Nouba rast al-dhil,
12. Nouba maya.

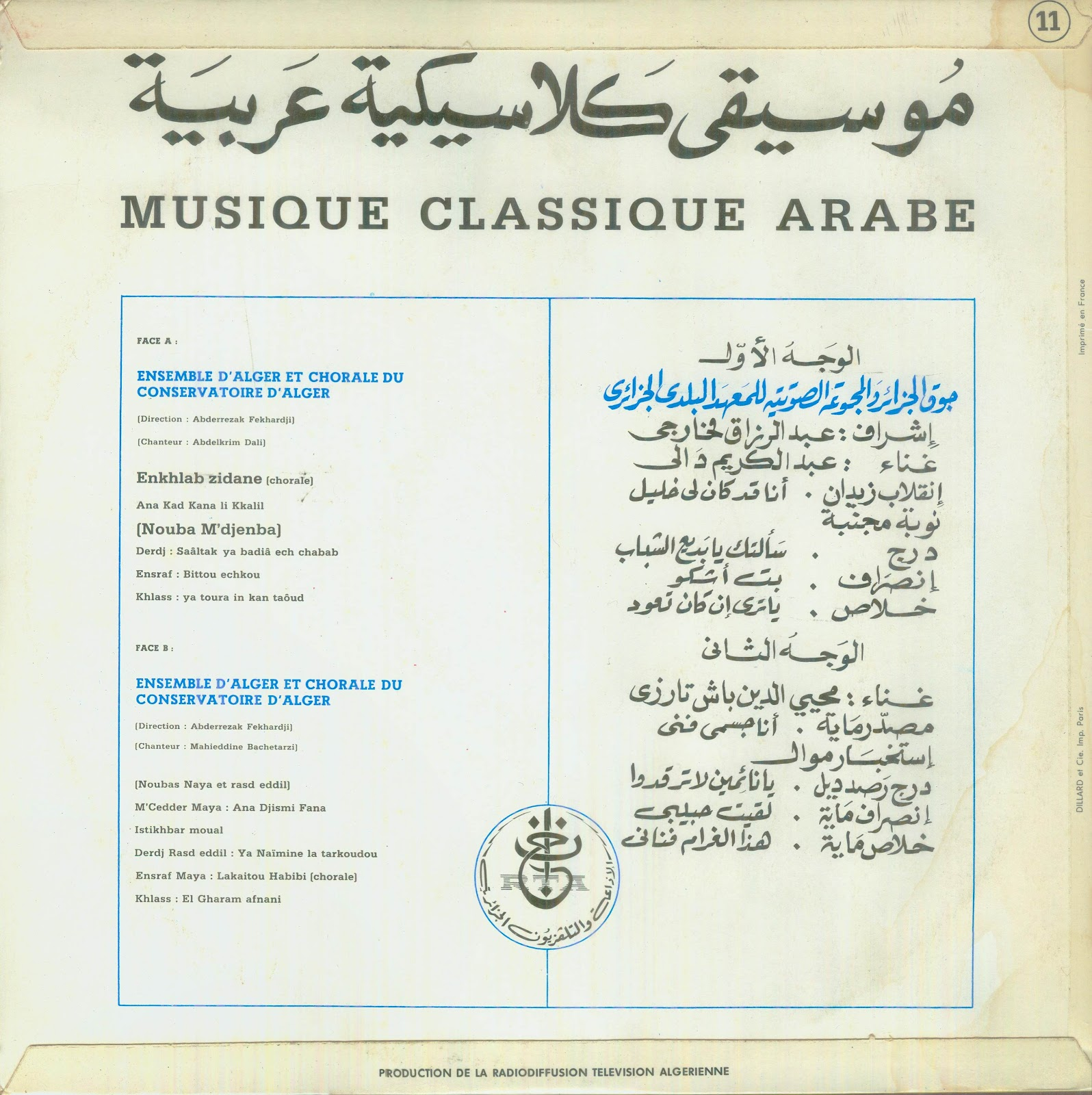
2ème Festival Algérien de la Musique Andalouse 1969 - Vol. 11.

Cet ordre adopté de nos jours n'est pas celui mentionné à la fin du XIXe siècle et montre que le XXe siècle a fortement influencé le développement de la musique arabo-andalouse. Le terme le plus ancien de cette nomenclature est celui de mazmum. Il est signalé au XIIIe siècle par Ahmad al-Tifachi puis au XVIIIe siècle sous l'appellation de mizmoune. Un air basé sur cette modalité a été mentionné par l'anglais Thomas Shaw lors de son séjour en Algérie vers le milieu du XVIIIe siècle. Il correspond à un mouachah.
La nouba raml al-maya est probablement la nouba la plus jouée et la plus appréciée. Elle a fait l'objet d'une série impressionnante d'extraits portés sur 78 tours. Elle est suivie par celles de mâya, ghrib, et dhil.
La nouba algérienne comprend cinq mouvements de base : msaddar (« installation »), btâyhi (« allongé »), darj (« étape finale »), insiraf (« sortie ») et khlâs (« final »). L'ensemble est souvent précédé d'une ouverture ou de deux, dont l'origine n'est pas andalouse. Une tushiya, introduction non mesurée est de plus en plus intégrée dans l'ensemble, comme l'interlude libre istikhbâr, sorte d'intermède.
La nouba algérienne se distingue par la multiplicité des versions d'un même mouvement. Ainsi, dans le mode raml al-maya, il existe pour le premier mouvement, msaddar, dix-huit versions dans la tradition de Constantine, dix dans celle d'Alger et dix dans celle de Tlemcen. Quant au dernier mouvement, insiraf. Constantine en possède vingt-huit versions, Alger trente et une, et Tlemcen quarante et une.
Actuellement, la structure fondamentale de la nouba reste inchangée, du moins en ce qui concerne les mouvements chantés. Toutefois, il ne reste que très peu d'exemplaires des pièces instrumentales de la nouba , telles que mistakhbar al-san'a, tûshiya, tûshiyat al-insirâfât et tûshiyat al-kamâl. La structure en cinq mouvements vocaux subsiste principalement lors de prestations données à l'occasion de concours de musique classique ou dans des enregistrements édités.
En revanche, lors des concerts publics courants, certains mouvements classiques sont souvent omis, tandis que des pièces de genres dérivés sont ajoutées. Les programmes tendent ainsi à être composés de mouvements rapides tels que insirâf et khlâs.
En ce qui concerne les pièces ajoutées, l'istikhbâr est souvent interprété à la place de la tûshiya d'ouverture et de la tûshiyat el-insirâfât. On trouve également fréquemment des inqilâb en début de programme, suivis d'un istikhbâr qui sert de transition vers des pièces de la nûba classique. À Alger, le dernier khlâs est parfois suivi d'une qadriya, tandis qu'une forme apparentée appelée dlîla peut s'insérer entre un insirâf et un khlâs. Cette tendance à supprimer les mouvements lents traditionnels au profit de mouvements plus rapides, certains appartenant à d'autres genres, est liée à la fonction sociale dominante de cette musique qui est actuellement l'animation de fêtes familiales, favorisant notamment la danse.

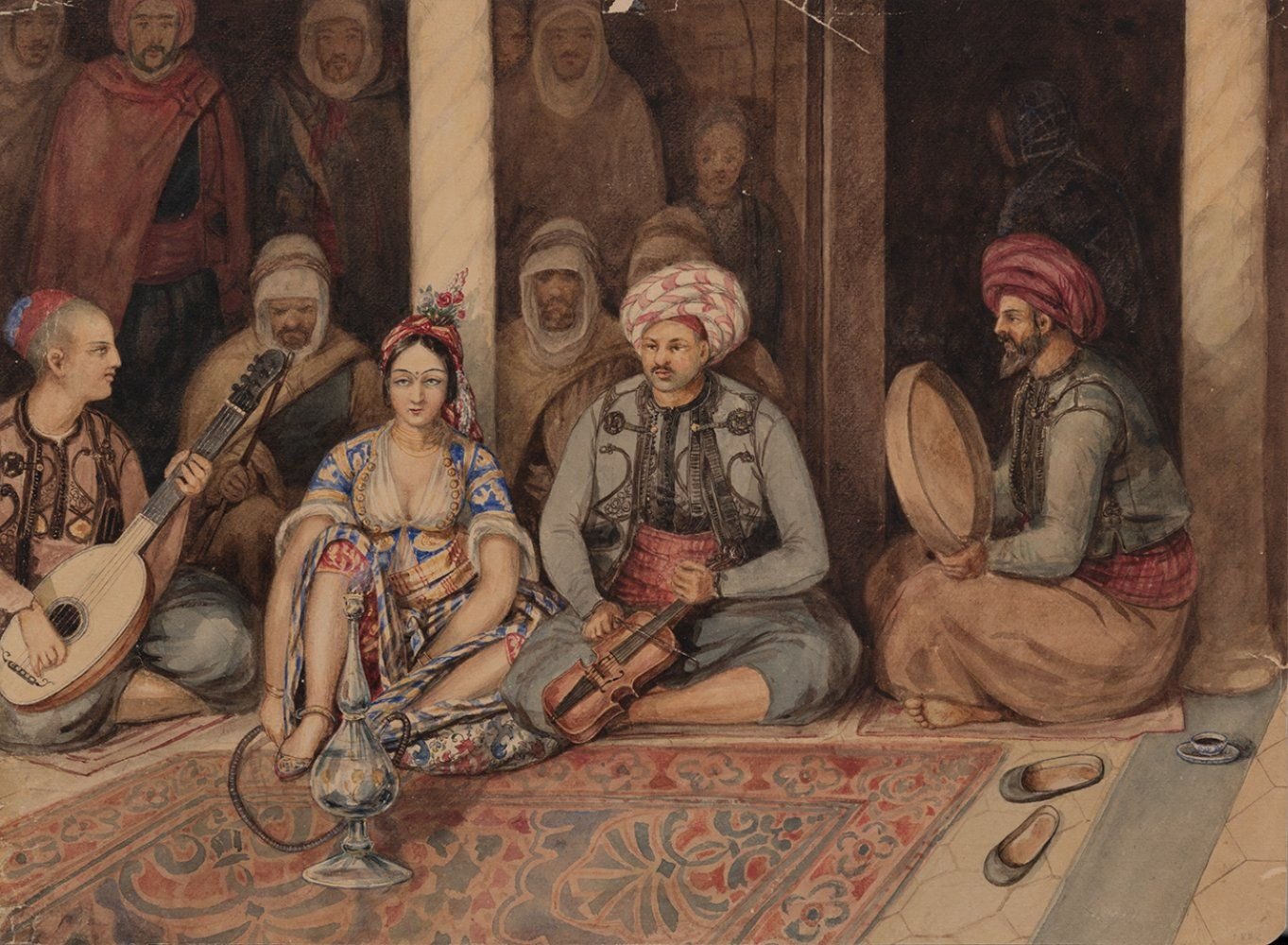
Fète à Alger, 1834

Plusieurs genres dérivés de la nouba classique algérienne peuvent s'ajouter au cadre traditionnel ou en remplacer certains mouvements. Ces genres sont considérés comme des intermédiaires entre le classique et le populaire citadin :
- L'istikhbâr, également appelé 'ayta ou siyâh, est un prélude non mesuré alternant des parties vocales et instrumentales ;
- L'inqilâb ou neqlâb est un genre de chant qui présente des mouvements rapides similaires à ceux de la nouba ;
- La qadriya est un chant de femmes généralement réservé aux orchestres féminins de msamme’ât ;
- le hawfi est un autre genre vocal féminin dont l'exécution est traditionnellement associée à certains rites et divertissements.

En outre, des musiques populaires citadines, apparentées à la nouba, partagent avec elle les modes, les thèmes et certains rythmes. Exprimées en arabe dialectal, elles comprennent en son sein plusieurs formes : le hawzi, le aroubi, le mahjouz et plus récemment le chaâbi.

## École marocaine
Le corpus marocain englobe onze noubas, codifiées au XVIIIe siècle par al-Ha'ik, qui englobent vingt-six modes différents.
| La Nubah                    | La Gamme |
| Raml al-Máya (Maroc)        | La lecture audio n'est pas prise en charge dans votre navigateur. Vous pouvez télécharger le fichier audio. |
| Iráq al-Ajam (Maroc)        | La lecture audio n'est pas prise en charge dans votre navigateur. Vous pouvez télécharger le fichier audio. |
| Al-Máya (Maroc)             | La lecture audio n'est pas prise en charge dans votre navigateur. Vous pouvez télécharger le fichier audio. |
| Rasd (Maroc)                | La lecture audio n'est pas prise en charge dans votre navigateur. Vous pouvez télécharger le fichier audio. |
| Hijaz Al Kabir (Maroc)      | La lecture audio n'est pas prise en charge dans votre navigateur. Vous pouvez télécharger le fichier audio. |
| Hijaz (Maroc)               | La lecture audio n'est pas prise en charge dans votre navigateur. Vous pouvez télécharger le fichier audio. |
| Al-Ushshaq (Maroc)          | La lecture audio n'est pas prise en charge dans votre navigateur. Vous pouvez télécharger le fichier audio. |
| Al-Isbahán (Maroc)          | La lecture audio n'est pas prise en charge dans votre navigateur. Vous pouvez télécharger le fichier audio. |
| Al-Istihlál (Maroc)         | La lecture audio n'est pas prise en charge dans votre navigateur. Vous pouvez télécharger le fichier audio. |
| Gharíbat al-Housayn (Maroc) | La lecture audio n'est pas prise en charge dans votre navigateur. Vous pouvez télécharger le fichier audio. |
| Rasd Al-dhil (Maroc)        | La lecture audio n'est pas prise en charge dans votre navigateur. Vous pouvez télécharger le fichier audio. |

La nouba marocaine s'articule en cinq mouvements : basit (« léger ou lent »), qaim wa-nisf (« une battue et demie »), btâyhi (« allongé »), quddâm" (« en avant »), dârij ou darj (« étape finale »).